# Kairajärvi
Kairajärvi är en sjö i Finland. Den ligger i Letala stad i landskapet Egentliga Finland, i den sydvästra delen av landet, 180 km väster om huvudstaden Helsingfors. Kairajärvi ligger 25 meter över havet. Arean är 12,5 hektar och strandlinjen är 2,25 kilometer lång. Sjön  ingår i Skärgårdshavets kustområde, Åland. 